# Siemens Gamesa
Siemens Gamesa Renewable Energy (kurz Siemens Gamesa oder SGRE) ist ein international tätiger und börsennotierter Hersteller von Windkraftanlagen mit Sitz in Zamudio bei Bilbao in der nordspanischen Provinz Vizcaya. Das Unternehmen ist ein Tochterunternehmen von Siemens Energy. Es entstand im April 2017 durch die Umbenennung der Gamesa Corporación Tecnológica S.A. nach deren Fusion mit dem damaligen Bereich Windenergie von Siemens. Siemens Gamesa gehört neben Vestas, Goldwind und GE Wind zu den größten Produzenten von Onshore- und Offshore-Windenergieanlagen weltweit und stellt einige der weltweit leistungsstärksten Windkraftanlagen her.

## Geschichte
Siemens Wind Power entstand aus den ehemaligen Firmen Bonus Energy A/S (Brande, Dänemark, 1980 als Danregn Vindkraft A/S gegründet) und AN Windenergie GmbH (Bremen). Bonus Energy A/S wurde von Siemens im Oktober 2004 gekauft, der Preis lag schätzungsweise zwischen 250 und 400 Millionen US-Dollar (1,5 bis 2,5 Milliarden dänische Kronen). Bonus machte damals mit 750 Mitarbeitern einen Umsatz von 300 Millionen Euro. Im November 2005 wurde der Geschäftsbereich durch den Kauf des AN Windenergie GmbH erweitert. Diese Firma war seit 1989 Kooperationspartner und Lizenznehmer von Bonus Energy in Deutschland und vertrieb hier die Anlagentypen des dänischen Partners unter der Bezeichnung AN Bonus.
Ende 2011 vereinbarten Siemens und Shanghai Electric eine strategische Zusammenarbeit, um China als weltweit größten Markt für Windenergie besser bedienen zu können. Die Zusammenarbeit wurde 2015 auf eine Lizenzpartnerschaft reduziert. 2021 wurde der vollständige Marktrückzug aus China angekündigt.
Im Juli 2012 schlossen Siemens und der dänische Energiekonzern Dong Energy einen Rahmenvertrag über 300 direkt angetriebene Windenergieanlagen, die zwischen 2014 und 2017 in Offshore-Windparks in Großbritannien errichtet wurden. Die Anlagen kommen u. a. im Offshore-Windpark Westermost Rough und Offshore-Windpark Race Bank zum Einsatz.
Im Dezember 2013 erhielt Siemens Wind Power den größten Auftrag, der bis dato in der Onshore-Windbranche vergeben wurde. Das US-Energieunternehmen MidAmerican bestellte für fünf Windparks insgesamt 448 Anlagen des Typs SWT-2.3-108 mit einer Gesamtleistung von 1050 MW.
Nach der Ankündigung im Juli 2015, in Cuxhaven ein Produktionswerk für Gondeln, Generatoren und Naben für Offshore-Windkraftanlagen bauen zu wollen, investierte Siemens ca. 200 Mio. Euro in die Fertigungseinrichtung, in der bis zu 1000 Arbeiter beschäftigt werden sollen. Am 12. Juli 2017 wurde die Produktion aufgenommen. Im November 2020 wurde die fünfhundertste Turbine, eine SG 8.0-167 DD für den britischen Offshore-Windpark Hornsea gefertigt. Die passenden Rotorblätter werden im ebenfalls neuen Werk im britischen Hull produziert. Zur Fertigung der Rotorblätter für die Märkte in Afrika, dem Mittleren Osten und Europa investierte Siemens weitere 100 Mio. Euro in eine neue Fabrik in der marokkanischen Stadt Tanger.
Im Juni 2016 wurde bekannt, dass sich der spanische Windenergieanlagenhersteller Gamesa und Siemens grundsätzlich auf eine Fusion ihrer Windenergie-Geschäfte geeinigt haben. Abgeschlossen wurde die Fusion zwischen Gamesa und Siemens Wind Power zum 3. April 2017, indem Siemens 59 % der Geschäftsanteile an Gamesa übernommen hat. Der Hauptsitz und die Zentrale für die Onshore-Aktivitäten werden in Spanien gebündelt. Die Offshore-Aktivitäten bleiben an den bisher von Siemens Wind Power genutzten Standorten in Hamburg und Vejle. Nach der Fusion kam es zu regelmäßigen Gewinnwarnungen des Herstellers.
Die Adwen-Serie, ein 2015 entstandenes Joint-Venture aus AREVA Wind (ehemals Multibrid) und Gamesa für Offshore-Windenergieanlagen mit Sitz in Bremerhaven, gab Siemens Gamesa zugunsten der getriebelosen Siemens-Technologie im Herbst 2017 auf.
Gemessen an der neu installierten Leistung von 5740 Megawatt war Siemens Gamesa im Jahr 2020 nach GE Wind Energy, Goldwind, Vestas und Envision weltweit der fünftgrößte Hersteller bei Onshore-Windkraftanlagen (2019: 5490 MW, 2018: 4080 MW, 2017: 6800 MW). Vor ihrer Fusion installierten Siemens 2100 MW und Gamesa 3700 MW im Jahr 2016. Im Offshore-Bereich war Siemens Gamesa im Jahr 2020, wie in den Vorjahren, Weltmarktführer.
2019 hat Siemens Gamesa die Projektentwicklungsgesellschaft Gamesa Energie Deutschland GmbH mit Sitz in Oldenburg an enercity verkauft. Im Oktober 2019 erfolgte eine vertragliche Einigung über den Kauf einiger Geschäftsteile des insolventen Wettbewerbers Senvion für insgesamt 200 Mio. Euro: europäisches Service-Geschäft für Onshore-Windenergieanlagen, gesamtes geistiges Eigentum und die Onshore-Rotorblatt-Produktion in Vagos (Portugal).
Der Siemens-Aufsichtsrat hat dem Kauf eines Aktienpakets von 8,1 Prozent an Siemens Gamesa in seiner regulären Sitzung am 4. Februar 2020 zugestimmt und Siemens hat alle von Iberdrola gehaltenen Anteile zum Kaufpreis von 20,00 Euro pro Aktie übernommen, das entspricht einem Gesamtbetrag in Höhe von 1,1 Milliarden Euro. Alle Rechtsstreitigkeiten zwischen Iberdrola und Siemens werden beigelegt.
Für den aufstrebenden Asien-Pazifik-Markt (außer China) wurde im Sommer 2021 eine neue Fabrik für Offshore-Turbinen in Taichung eröffnet.
Zur Erfüllung von Local-Content-Klauseln baute Siemens Gamesa ein neues Produktionswerk im französischen Port du Havre. Dort werden seit 2022 Turbinen und Rotorblätter für die französischen Offshore-Windparks im Ärmelkanal gefertigt.
Am 7. November 2022 genehmigte die spanische Wertpapieraufsicht CNMV, dass Siemens Energy sein Tochterunternehmen Siemens Gamesa komplett übernimmt. Siemens Energy kündigte ein Übernahmeangebot mit einem Volumen von 4,05 Milliarden Euro an. Die Siemens-Gamesa-Aktionäre hatten 36 Tage Zeit, das Angebot für 18,05 Euro je Aktie anzunehmen. Da Siemens Energy dabei auf mehr als 75 Prozent der Anteile kam, wurde Siemens Gamesa nach spanischem Recht vom Kurszettel gestrichen (Delisting).
Nach einem Beschluss im Juni 2023 wurden auch alle Aktionäre, welche nicht zugestimmt hatten, mittels einer Kapitalherabsetzung zum Preis von 18,05 Euro je Aktie abgefunden.
Im Juni 2023 schloss RWE mit dem Hersteller einen Rahmenvertrag über 1000 MW, um bis 2027 ca. 150 Anlagen in Europa zu liefern. Im September 2023 wurde der Vertrieb der Onshore-Typen 4.X und 5.X aufgrund von Schwingungsproblemen vorerst gestoppt.

## Unternehmensausblick
Nach Erhebung des Internationalen Wirtschaftsforum für Regenerative Energiewirtschaft für das Jahr 2020 installierte in diesem Jahr das Unternehmen Windkraftanlagen mit einer Leistung von 7,65 Gigawatt. Es steht damit im internationalen Ranking der Windkraftanlagenhersteller auf dem 5. Platz.
2021 gab der Hersteller bekannt, er habe die ersten vollständig recycelbaren Rotorblätter produziert. Erreicht wurde dies durch die Verwendung eines neuen Harzes bei der Rotorblattproduktion, das es im Gegensatz zu bisher verwendeten Harzen ermöglicht, alle Rotorblattbestandteile nach Ende der Nutzungsdauer durch Lösen in einer leichten Säure wieder voneinander zu trennen. Anschließend könnten diese wiederverwendet werden. Die ersten Rotorblätter dieser Art mit einer Länge von 81 m sind im deutschen Offshore-Windpark Kaskasi und in Frankreich vorgesehen.
Seit 2023 arbeitet Siemens Gamesa an der Verbesserung der CO2-Bilanz bei der Herstellung von Türmen, die hauptsächlich aus Stahl bestehen. Für den dänischen Offshore-Windpark Thor nutzt die Salzgitter AG für die Stahlerzeugung einen Teil Stahlschrott in einem Lichtbogenofen, der mit Ökostrom versorgt wird.
Für Offshore-Windparks in den Vereinigten Staaten von Amerika plant der Hersteller ein neues Rotorblatt-Produktionswerk am Seehafen von Portsmouth (Virginia).

## Antriebskonzepte
Die Windkraftanlagen mit Siemens-Technologie greifen auf zwei unterschiedliche Antriebskonzepte zurück: Mit Unternehmenskauf der Bonus Energy A/S wurde ursprünglich eine konventionelle Antriebstechnologie bestehend aus einem Antriebsstrang mit Getriebe übernommen. Das Getriebe wandelt das Drehmoment der Hauptwelle in eine hohe Rotationsgeschwindigkeit um, die den Asynchrongenerator antreibt.
2008 begann Siemens mit der Erprobung einer eigenen getriebelosen Antriebstechnologie, bei der ein Synchrongenerator mit Permanenterregung vom Rotor direkt angetrieben wird. Der Generator besteht aus dem Rotor in Form eines Zylinders, an dessen Innenseite die Magnete sitzen. Die Magnete umkreisen den feststehenden Stator. Die Verwendung von Permanentmagneten erlaubt eine einfachere und kompaktere Konstruktion des Generators ohne elektrische Erregung, dessen Steuerung und Schleifringe. In Permanentmagneten werden allerdings zum Teil Metalle der Seltenen Erden eingesetzt. Siemens arbeitet an Strategien zur effizienteren Nutzung, Wiederverwertung und Substitution dieser Materialien.
Die erste marktfähige getriebelose Windenergieanlage von Siemens, eine SWT-3.0-101, wurde 2010 errichtet. Verglichen mit der Getriebe-Turbine SWT-2.3-101 bietet die SWT-3.0-101 25 % mehr Leistung bei geringerem Gewicht und halbierter Komponentenzahl.
Im Dezember 2012 errichtete Siemens den Prototyp der SWT-4.0-130, eine Weiterentwicklung der SWT-3.6-120, im Windkraftanlagentestfeld Østerild, wobei zunächst noch der 120-Meter-Rotor der als technische Basis dienenden Turbine zum Einsatz kam. Die Anlage, die bei einem Rotordurchmesser von 130 m über eine Nennleistung von 4 MW verfügt, wurde seit 2015 in Serie gefertigt. Hauptprodukt im Offshore-Sektor ist die D7-Plattform, die schrittweise weiterentwickelt wird und bis in die 2020er Jahre gefertigt werden soll. Bis 2020 erwartete Siemens dadurch eine Kostensenkung der Offshore-Windenergie auf 100 Euro/MWh. Mit einer neuen Anlagengeneration in der Leistungsklasse von ca. 10 MW sollen sich die Offshore-Stromgestehungskosten inklusive Netzanschluss bis 2025 auf etwa 80 Euro/MWh reduzieren. Anfang 2019 wurde mit dem Anlagentyp SG 10.0-193 DD die Weiterentwicklung des getriebelosen Direktantriebs für den Offshore-Einsatz vorgestellt.

## Windenergieanlagen an Land (onshore)
Quelle: Siemens Gamesa
| Anlagentyp                | SG 3.2-129 |
| ------------------------- | ---------- |
| IEC-Windklasse            | S          |
| Nennleistung (kW)         | 3200       |
| Rotordurchmesser (m)      | 129        |
| überstrichene Fläche (m²) | 13070      |
| Umdrehungen pro Minute    | 12,5       |
| Blattlänge (m)            | 63,5       |
| Nabenhöhe (m)             | 87         |

Die SG 3.2-129 basiert auf der früheren SWT-2.3-120 und ist für den US-amerikanischen Markt ausgelegt. Eine Anlage des Vorgängers SG 2.7-129 stand bis 2021 im dänischen Windanlagentestfeld Høvsøre.
| Anlagentyp                | SG 3.4-132 | SG 3.4-145 | SG 4.4-164 |
| ------------------------- | ---------- | ---------- | ---------- |
| IEC-Windklasse            | IA/IIA     | III/S      | S          |
| Nennleistung (kW)         | 3000–3500  | 3400–5000  | 4000-4800  |
| Rotordurchmesser (m)      | 132        | 145        | 164        |
| überstrichene Fläche (m²) | 13.658     | 16.513     | 21.124     |
| Blattlänge (m)            | 64,5       | 71         | 82         |
| Nabenhöhe (m)             | 84–134     | 127,5-146  |            |

| Anlagentyp                | SG 5.0-132 | SG 5.0-145                  |
| ------------------------- | ---------- | --------------------------- |
| IEC-Windklasse            | IA         | IIB                         |
| Nennleistung (kW)         | 4000–5000  | 4000–5200                   |
| Rotordurchmesser (m)      | 132        | 145                         |
| überstrichene Fläche (m²) | 13.685     | 16.513                      |
| Nabenhöhe (m)             | 84, 109.5  | 79.5, 90, 102.5, 127.5, 165 |

Der Prototyp der SG 5.0-145 wurde Mitte 2019 mit 107,5 Meter Nabenhöhe im spanischen Windkraftanlagentestfeld Aláiz (Navarra) errichtet.
Die ersten drei SG 5.0-132 wurden Mitte 2020 in der Struer Kommune aufgebaut. In einem Repowering werden dort drei Bonus-Anlagen mit je 1 MW aus 1999 ersetzt. Es ist der zweite dänische Windpark an Land, der ohne subventionierte Einspeisevergütung auskommt.
| Anlagentyp                | SG 6.6-155 | SG 7.0-170  |
| ------------------------- | ---------- | ----------- |
| IEC-Windklasse            | IIA/IIB    | S/IIIA/IIIB |
| Nennleistung (kW)         | 5600–6600  | 5600–7000   |
| Rotordurchmesser (m)      | 155        | 170         |
| überstrichene Fläche (m²) | 18.869     | 22.697      |
| Nabenhöhe (m)             | 90–165     | 100–185     |

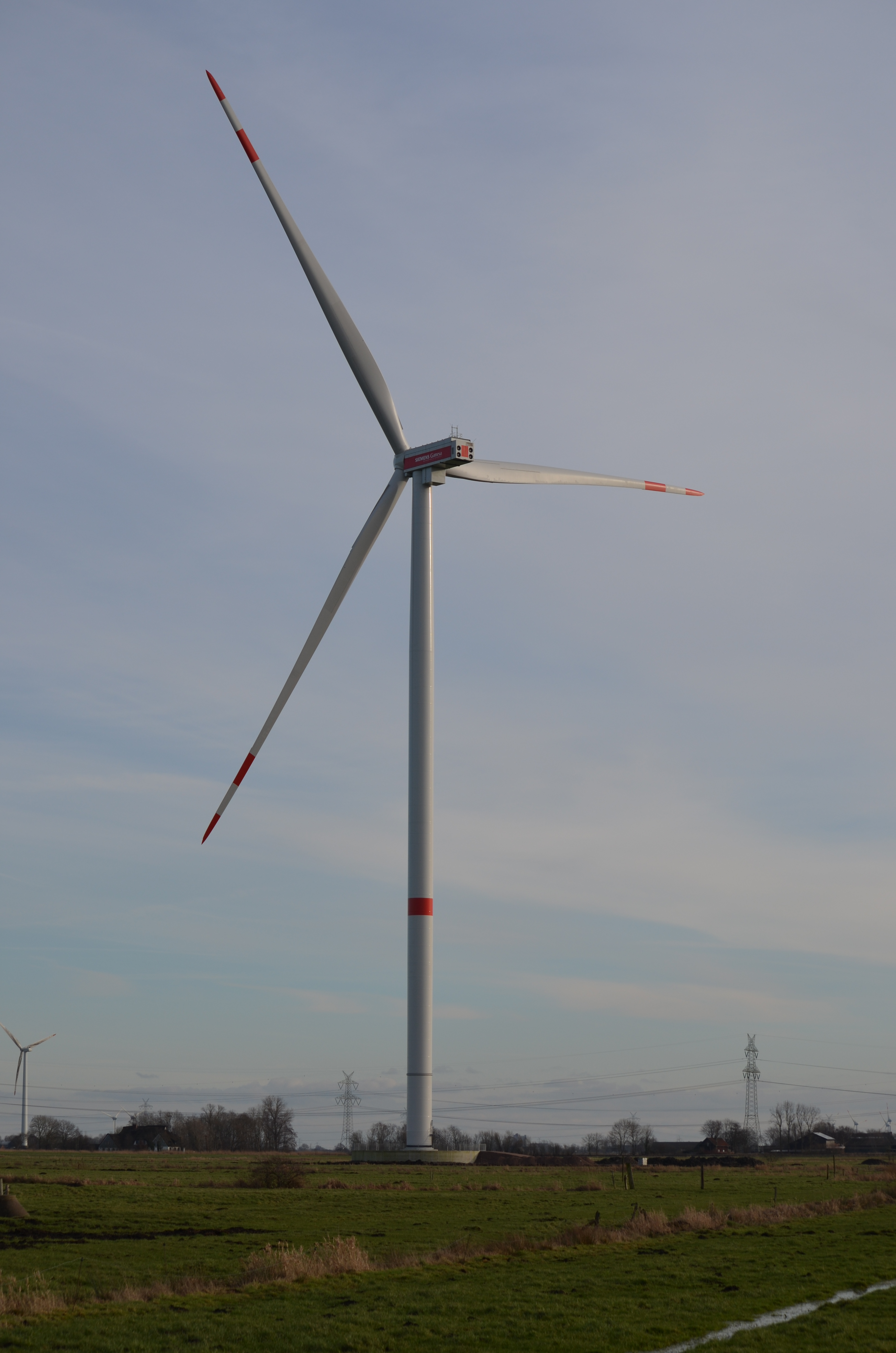
SG 6.6-155 in Nortorf

Der Prototyp der SG 5.8-155 wurde 2021 im spanischen Windkraftanlagentestfeld Aláiz errichtet. Die ersten beiden SG 6.6-155 in Deutschland mit einer Leistung von 6,6 MW wurden im schleswig-holsteinischen Nortorf errichtet.
Der Prototyp der SG 6.6-170 ist 2021 im Windanlagentestfeld Høvsøre errichtet worden.
| Anlagentyp                | SWT-DD-120 | SWT-DD-130 |
| ------------------------- | ---------- | ---------- |
| IEC-Windklasse            | IA/S/T     | IB         |
| Rotordurchmesser (m)      | 120        | 130        |
| Nennleistung (kW)         | 3900–4300  | 3900–4300  |
| Blattlänge (m)            | 58,6       | 63         |
| überstrichene Fläche (m²) | 11310      | 13300      |
| Nabenhöhe (m)             | 75–85      | 85–165     |

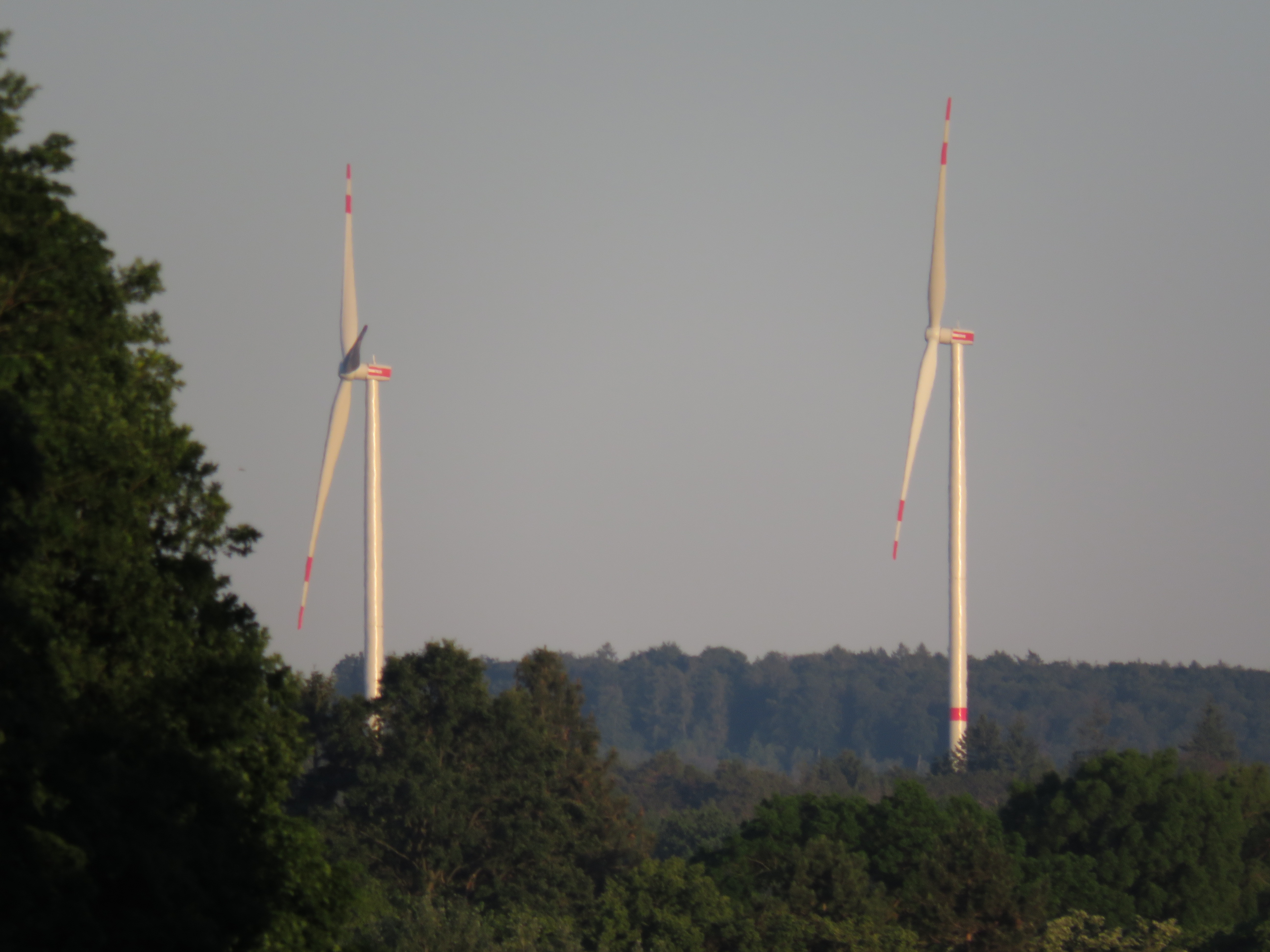
SWT-DD-130 im Windpark Silberberg

Der Prototyp der SWT-DD-130 mit 3,7 MW wurde Ende 2016 im Windtestfeld Nord in Südermarsch errichtet. Für den Offshore-Windpark Fryslân in Küstennähe sollen 89 SWT-DD-130 mit einer Leistung von je 4,3 MW (382,7 MW Gesamtleistung) geliefert werden.
2015 wurde die SWT-3.3-130 zur „Windkraftanlage des Jahres“ in der Kategorie „Onshore-Anlagen 3MW-plus“ gewählt.
Im März 2017 wurde der Prototyp der speziell für Schwachwindstandorte konzipierten SWT-3.15-142 im dänischen Drantum in der Ikast-Brande Kommune errichtet. Die Anlage, die mit Nabenhöhen bis 165 Meter erhältlich war, kann laut Siemens auf Standorten mit niedrigen 6 m/s mittlerer Jahreswindgeschwindigkeit ein Regelarbeitsvermögen von ca. 10 Mio. kWh pro Jahr liefern. Die erste Anlage dieses Typs in Deutschland wurde im Oktober 2017 in Vetschau/Spreewald in Betrieb genommen.

## Windenergieanlagen auf See (offshore)
| Anlagentyp                | SWT-6.0-154 | SWT-7.0-154 | SG 8.0-167 DD | SG 11.0-200 DD | SG 14-222 DD   | SG 14-236 DD   |
| ------------------------- | ----------- | ----------- | ------------- | -------------- | -------------- | -------------- |
| IEC-Windklasse            | IA          | IB          | IB/S          | S              | I/S            | I/S            |
| Rotordurchmesser (m)      | 154         | 154         | 167           | 200            | 222            | 236            |
| Nennleistung (MW)         | 6,0         | 7,0         | 8,0–8,6       | 11,0           | 14,0–15,0      | 14,0–15,0      |
| Blattlänge (m)            | 75,0        | 75,0        | 81,4          | 97,0           | 108,0          | 115,0          |
| überstrichene Fläche (m²) | 18.600      | 18.600      | 21.900        | 31.400         | 39.000         | 43.500         |
| Serienproduktionsstart    | 2014        | 2017        | 2020          | 2022           | 2024[veraltet] | 2024[veraltet] |

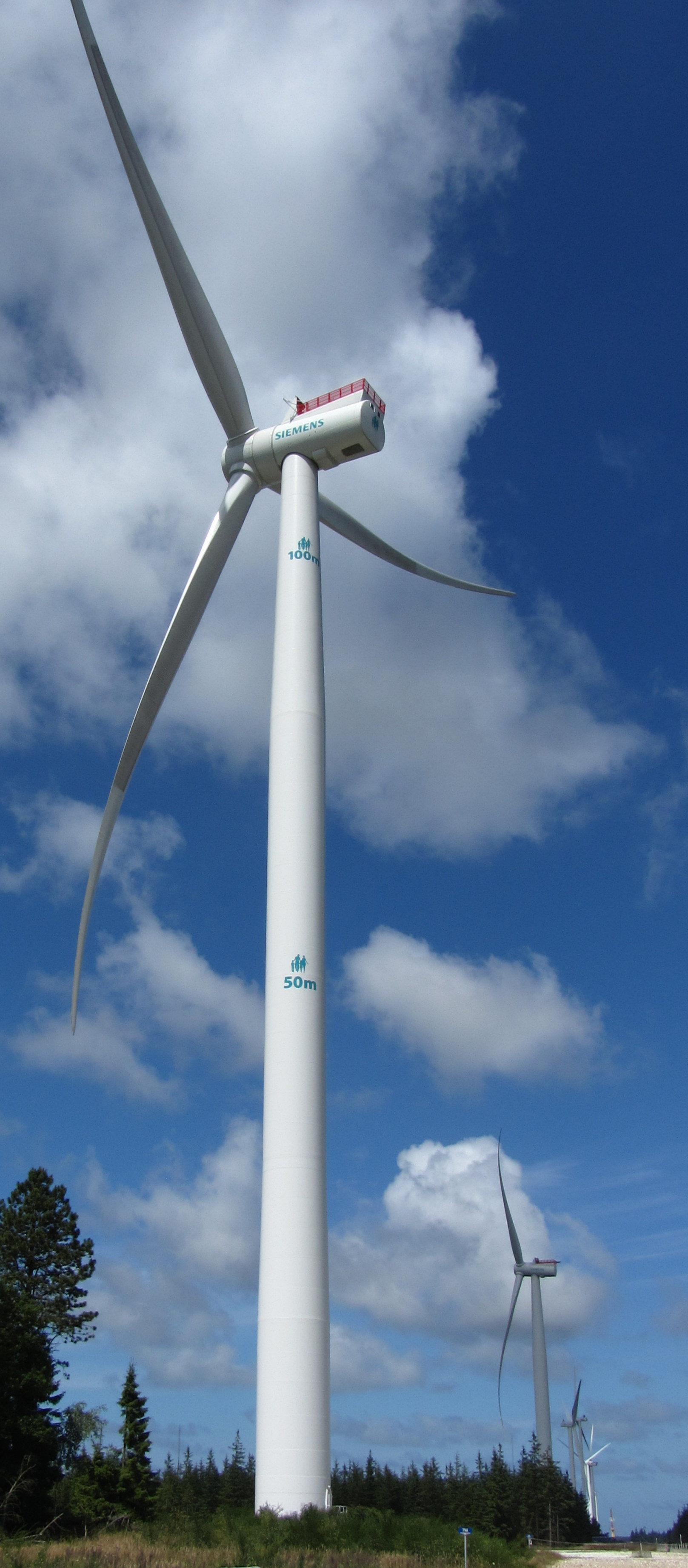
SWT-7.0-154 im Windkraftanlagentestfeld Østerild

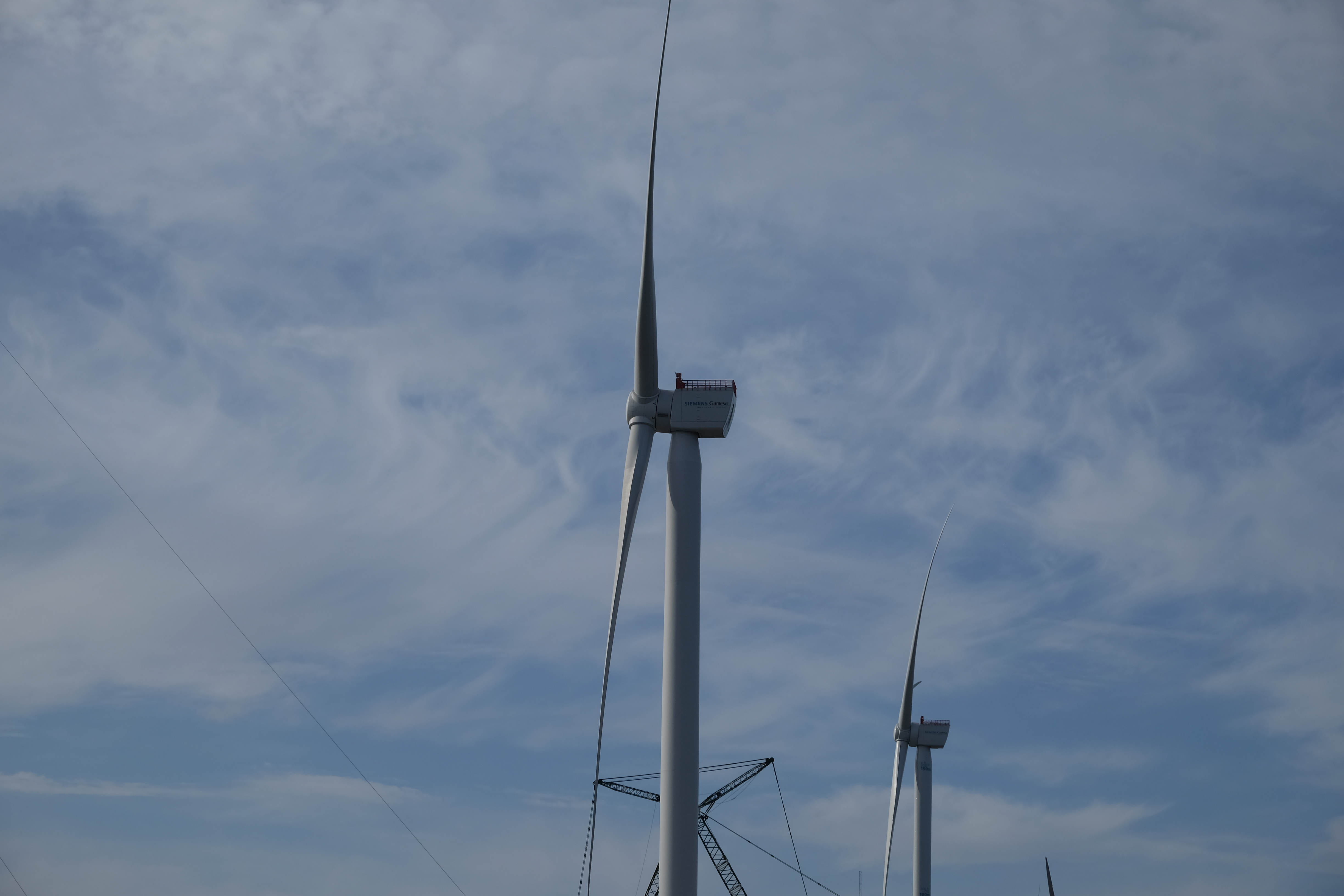
SG 11.0-200 und SG 14-222 im Windkraftanlagentestfeld Østerild

Im Jahr 2013 wurde die SWT-6.0-154 vom Fachmagazin Windpower Monthly zur Windkraftanlage des Jahres in der Kategorie Anlagen 3,6MW-plus gewählt. Bereits 2015 wurde der Offshore-Windpark Westermost Rough mit 35 Anlagen des Typs SWT-6.0-154 ausgestattet. 2017 folgten dann die Projekte Offshore-Windpark Gode Wind I und Offshore-Windpark Gode Wind II.
Die SWT-7.0-154 wurde 2015 und 2016 als Windkraftanlage des Jahres in der Kategorie Offshore ausgezeichnet. Anfang 2018 wurde der Offshore-Windpark Nissum Breding mit den ersten Offshore-Turbinen des Typs SWT-7.0-154 in Betrieb genommen. Im selben Jahr folgten die Offshore-Windparks Race Bank und Galloper.
Der Prototyp der SG 8.0-167 DD wurde 2018 hinsichtlich Generator-Leistungsfähigkeit und Netzverträglichkeit durch das Fraunhofer IWES getestet. Ein Prototyp wurde 2018 im Windkraftanlagentestfeld Østerild aufgestellt. Der Anlagentyp wurde 2018 als „Windkraftanlage des Jahres“ in der Kategorie „Offshore“ ausgezeichnet. Der niederländische Offshore-Windpark Borssele mit 94 Anlagen ist das erste kommerzielle Projekt und wurde 2020 errichtet.
140 Einheiten der SG 11.0-200 DD sind seit 2023 im Offshore-Windpark Hollandse Kust Zuid in den Niederlanden in Betrieb. Der Prototyp der Anlage wurde im Windkraftanlagentestfeld Østerild aufgestellt. Die Serienproduktion lief im Januar 2022 an.
Die SG 14-222 DD wurde 2021 als Windkraftanlage des Jahres in der Kategorie Offshore ausgezeichnet. 100 Maschinen dieses Typs hat RWE für das Teilprojekt Sofia im Offshore-Windpark Dogger Bank bestellt. Der Prototyp im Windkraftanlagentestfeld Østerild stellte im Oktober 2022 einen neuen Weltrekord auf, indem er an einem Tag 359 MWh Strom erzeugte.
Im Februar 2023 wurde der Prototyp der SG 14-236 DD im Windkraftanlagentestfeld Østerild errichtet und nahm im März 2023 den Betrieb auf.

## Frühere Anlagentypen
| Anlagentyp       | Anwendung | Rotordurchmesser (m) | Nennleistung (kW) | Blattlänge (m) | überstrichene Fläche (m²) | Technologie | Bild                                     |
| ---------------- | --------- | -------------------- | ----------------- | -------------- | ------------------------- | ----------- | ---------------------------------------- |
| AN Bonus 100/30  | onshore   | 23                   | 100               | 11,5           | 415                       | Getriebe    | AN-Bonus-100-30-Schürsdorf               |
| AN Bonus 150/30  | onshore   | 23                   | 150               | 11,5           | 415                       | Getriebe    | AN_Bonus_150-30_in_Wackenhusen_(Wöhrden) |
| AN Bonus 300/33  | onshore   | 33                   | 300               | 16,5           | 855                       | Getriebe    |                                          |
| AN Bonus 450/35  | onshore   | 35                   | 450               | 17,5           | 962                       | Getriebe    | AN-Bonus-450-35-Bremerhaven              |
| AN Bonus 450/37  | onshore   | 37                   | 450               | 18,5           | 1075                      | Getriebe    |                                          |
| AN Bonus 600/41  | onshore   | 41                   | 600               | 20,5           | 1320                      | Getriebe    | Hhu_AN_bonus_turbine                     |
| AN Bonus 600/44  | onshore   | 44                   | 600               | 22             | 1521                      | Getriebe    |                                          |
| AN Bonus 1000/54 | onshore   | 54                   | 1000              | 27             | 2290                      | Getriebe    |                                          |
| AN Bonus 1300/62 | onshore   | 62                   | 1300              | 31             | 3019                      | Getriebe    |                                          |
| AN Bonus 2000/76 | onshore   | 76                   | 2000              | 38             | 4536                      | Getriebe    |                                          |
| AN Bonus 2300/82 | onshore   | 82                   | 2300              | 41             | 5281                      | Getriebe    | AN-Bonus-2300-82-Braderup                |

| Anlagentyp     | Anwendung | Rotordurchmesser (m) | Nennleistung (kW) | Blattlänge (m) | überstrichene Fläche (m²) | Technologie   |
| -------------- | --------- | -------------------- | ----------------- | -------------- | ------------------------- | ------------- |
| SWT-6.0-120    | offshore  | 120                  | 6000              | 59             | 11.300                    | Direktantrieb |
| SWT-8.0-154    | offshore  | 154                  | 8000              | 75             | 18.600                    | Direktantrieb |
| SG 10.0-193 DD | offshore  | 193                  | 10000–11000       | 94             | 29.300                    | Direktantrieb |

Die SG 10.0-193 DD wurde Ende 2019 durch den TÜV Nord zertifiziert. Es kam nicht zu einer Markteinführung.
| Anlagentyp    | Anwendung        | Rotordurchmesser (m) | Nennleistung (kW) | Blattlänge (m) | überstrichene Fläche (m²) | Technologie   | Bild |
| ------------- | ---------------- | -------------------- | ----------------- | -------------- | ------------------------- | ------------- | ---- |
| SWT-2.3-82 VS | onshore          | 82,4                 | 2300              | 40             | 5300                      | Getriebe      |      |
| SWT-2.3-93    | onshore/offshore | 93                   | 2300              | 45             | 6800                      | Getriebe      |      |
| SWT-2.3-113   | onshore          | 113                  | 2300              | 55             | 10.000                    | Direktantrieb |      |
| SWT-2.3-101   | onshore          | 101                  | 2300              | 49             | 8000                      | Getriebe      |      |
| SWT-2.3-108   | onshore          | 108                  | 2300              | 53             | 9160                      | Getriebe      |      |
| SWT-2.625-120 | onshore          | 120                  | 2625              | 59             | 11.310                    | Getriebe      |      |
| SG 2.1-114    | onshore          | 114                  | 2100              | 56             | 10.207                    | Getriebe      |      |
| SG 2.2-122    | onshore          | 122                  | 2200              | 60             | 11.690                    | Getriebe      |      |
| SG 2.6-114    | onshore          | 114                  | 2625              | 56             | 10.207                    | Getriebe      |      |
| SWT-3.0-108   | offshore         | 108                  | 3000              | 53             | 9160                      | Direktantrieb |      |
| SWT-3.0-101   | onshore          | 101                  | 3000              | 49             | 8000                      | Direktantrieb |      |
| SWT-3.0-113   | onshore          | 113                  | 3000              | 55             | 10.000                    | Direktantrieb |      |
| SWT-3.2-101   | onshore          | 101                  | 3200              | 49             | 8000                      | Direktantrieb |      |
| SWT-3.4-101   | onshore          | 101                  | 3400              | 49             | 8000                      | Direktantrieb |      |
| SWT-3.2-108   | onshore          | 108                  | 3200              | 53             | 9144                      | Direktantrieb |      |
| SWT-3.4-108   | onshore          | 108                  | 3400              | 53             | 9144                      | Direktantrieb |      |
| SWT-3.2-113   | onshore          | 113                  | 3200              | 55             | 10.000                    | Direktantrieb |      |
| SWT-3.6-107   | offshore         | 107                  | 3600              | 52             | 9000                      | Getriebe      |      |
| SWT-3.6-120   | offshore         | 120                  | 3600              | 59             | 11.300                    | Getriebe      |      |
| SWT-4.0-120   | offshore         | 120                  | 4000              | 59             | 11.300                    | Getriebe      |      |
| SWT-4.0-130   | offshore         | 130                  | 4000              | 63             | 13.300                    | Getriebe      |      |
| SWT-DD-142    | onshore          | 142                  | 3500-4100         | 69,3           | 15.800                    | Direktantrieb |      |
| SG 4.7-155    | onshore          | 155                  | 4000-5000         | 77,5           | 18.868                    | Getriebe      |      |

| Anlagentyp | Anwendung | Rotordurchmesser (m) | Nennleistung (kW) | Blattlänge (m) | überstrichene Fläche (m²) | Technologie | Bild |
| ---------- | --------- | -------------------- | ----------------- | -------------- | ------------------------- | ----------- | ---- |
| G47        | onshore   | 47                   | 660               | 23,5           | 1.735                     | Getriebe    |      |
| G52        | onshore   | 52                   | 850               | 26             | 2.124                     | Getriebe    |      |
| G58        | onshore   | 58                   | 850               | 29             | 2.643                     | Getriebe    |      |
| G66        | onshore   | 66                   | 1.650             | 33             | 3.422                     | Getriebe    |      |
| G80        | onshore   | 80                   | 2.000             | 40             | 3.422                     | Getriebe    |      |
| G87        | onshore   | 87                   | 2.000             | 43,5           | 5.945                     | Getriebe    |      |
| G90        | onshore   | 90                   | 2.000             | 45             | 6.362                     | Getriebe    |      |
| G97        | onshore   | 97                   | 2.000             | 48,5           | 7.390                     | Getriebe    |      |
| G114       | onshore   | 114                  | 2.000             | 57             | 10.207                    | Getriebe    |      |
| G128       | onshore   | 114                  | 4.500             | 64             | 12.868                    | Getriebe    |      |